# Краснокутское сельское поселение (Боковский район)
Краснокутское сельское поселение — муниципальное образование в Боковском районе Ростовской области.
Административный центр поселения — станица Краснокутская.

## Состав сельского поселения
| № | Населённый пункт | Тип населённого пункта          | Население |
| - | ---------------- | ------------------------------- | --------- |
| 1 | Илларионов       | хутор                           | ↗269      |
| 2 | Каменка          | хутор                           | ↘151      |
| 3 | Краснокутская    | станица, административный центр | ↘532      |
| 4 | Орехов           | хутор                           | →23       |
| 5 | Свиридов         | хутор                           | ↘173      |
| 6 | Фомин            | хутор                           | ↘2        |

## Население
| 2010 | 2012  | 2013  | 2014  | 2015  | 2016  | 2017  | 2018  | 2019 |
| ---- | ----- | ----- | ----- | ----- | ----- | ----- | ----- | ---- |
| 1150 | ↘1121 | ↘1087 | ↘1065 | ↘1064 | ↘1037 | ↘1029 | ↘1013 | ↘979 |
| 2020 | 2021  |       |       |       |       |       |       |      |
| ↘977 | ↘972  |       |       |       |       |       |       |      |